# Chamyrisilla ampolleta
Chamyrisilla ampolleta là một loài bướm đêm trong họ Noctuidae.